# الجزيرة (المضاربة والعارة)

تعديل مصدري - تعديل

الجزيرة هي إحدى قرى عزلة العارة بمديرية المضاربة والعارة التابعة لمحافظة لحج، بلغ تعداد سكانها 52 نسمة حسب تعداد اليمن لعام 2004.